# Festival international du cinéma indépendant PKO Off Camera
Le Festival international du cinéma indépendant « Off Camera » ((pl) Międzynarodowy Festiwal Kina Niezależnego Off Camera) est un festival de cinéma organisé chaque année en avril depuis 2008 à Cracovie (Pologne).
Il a été créé à l’instigation de la Ville de Cracovie et de son Bureau des Festivals. Il a vite dépassé l’audience des deux autres festivals existant à Cracovie : le « Festival du film de Cracovie » (créé en 1961 et consacré aux courts métrages et aux documentaires) et « Etiuda & Anima » (créé en 1994 et consacré aux films de fin d'études et aux films d'animation).
La programmation met l’accent sur les cinéastes présentant un premier ou un second film, seuls en compétition. Les manifestations comportent des master classes, des conférences et des présentations avec des invités renommés, tant destinés aux professionnels qu’au grand public.

## Le festival 2015
Le 8e festival se déroule à Cracovie du 1er au 10 mai 2015.
- président du jury : Sławomir Idziak, cinéaste polonais
- autres membres : Phyllida Lloyd, metteur en scène britannique, Ellen Lewis (en)[1], directrice de casting américaine, Gabriel Byrne, acteur irlandais

Les deux invités d'honneur sont pour le gala d'ouverture le cinéaste franco-polonais Roman Polanski, à qui a été remis le prix spécial « à contre-courant » et l'actrice italo-française Claudia Cardinale dans le cadre des journées du cinéma italien à Cracovie.
Parmi les autres invités : Marc Guidoni, producteur français (Fondivina), Samuel Theis, acteur français, Lucie Borleteau, réalisatrice, actrice et scénariste française.

## Le festival 2014
Le 7e festival (pl) se déroule à Cracovie du 2 au 11 mai 2014.
- président du jury : Jerzy Stuhr, acteur de théâtre et de cinéma, metteur en scène et réalisateur polonais

## Le festival 2013

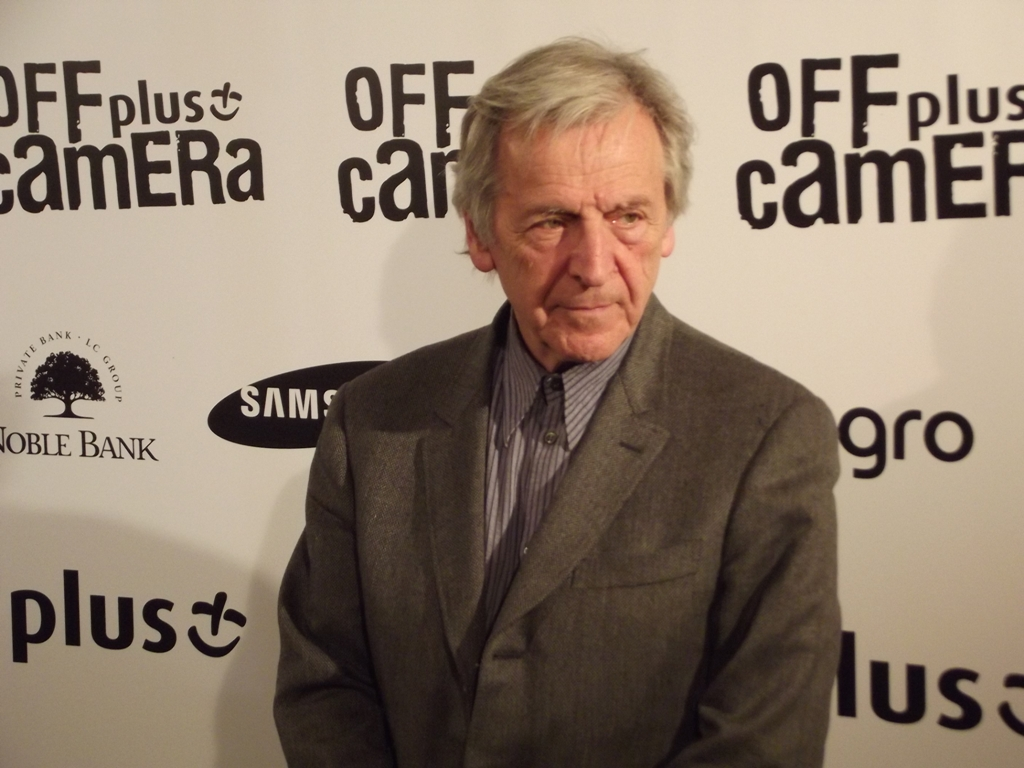
Costa-Gavras au festival 2013

Le 6e festival se déroule à Cracovie du 12 au 21 avril 2013 avec une centaine de films projetés dans une dizaine de salles de la ville.
- président du jury : Lech Majewski, metteur en scène, scénariste, réalisateur, producteur, peintre et poète américain et polonais.
- autres membres : Udo Kier, comédien allemand, John Rhys-Davies, acteur britannique, Ruth Myers, costumière britannique (nommée pour l'Oscar de la meilleure création de costumes en 1993).

- Costa-Gavras en est invité d'honneur[5]. Il y présente son film Le Capital en avant-première polonaise.

Autres invités de langue française :
- Julie Delpy pour Le Skylab (2011)
- Stéphane Cazes pour son film Ombline (2012)
- Olivier Aknin
- Leslie Vuchot

Palmarès
- Grand Prix : Obława, Marcin Krzyształowicz (Pologne)
- Mention spéciale : Ombline, Stéphane Cazes (France/Belgique)
- Mention spéciale : The Strange Little Cat, Ramon Zürcher (Allemagne/Suisse)
- Mention spéciale : Upstream Color, Shane Carruth (États-Unis)

Autres films sélectionnés pour le Grand Prix
- A Month in Thailand, Paul Negoescu (Roumanie)
- Middle of Nowhere, Ava DuVernay (États-Unis)
- Northwest, Michael Noer (Danemark)
- Simon Killer, Antonio Campos (États-Unis/France)
- Sleepless Night, Jang Kun-jae 장건재 (Corée du Sud)
- Smashed, James Ponsoldt (États-Unis)
- Soldate Jeannette, Daniel Hoesl (Autriche)
- The End of Love, Mark Webber (États-Unis)

### Les différentes sections du festival 2013
- Compétition principale : « Voies tracées » „Wytyczanie Drogi”
- Compétition de films de fiction polonais
- « Rattrapages »
- Visages de femmes
- Découvertes
- From the Gut (cinéma indépendant américain)
- Sundance
- Nouveau cinéma italien (avec Istituto Italiano di Cultura])
- Confrontations : rencontres entre jeunes cinéastes de Pologne et d’ailleurs

## Le festival 2012

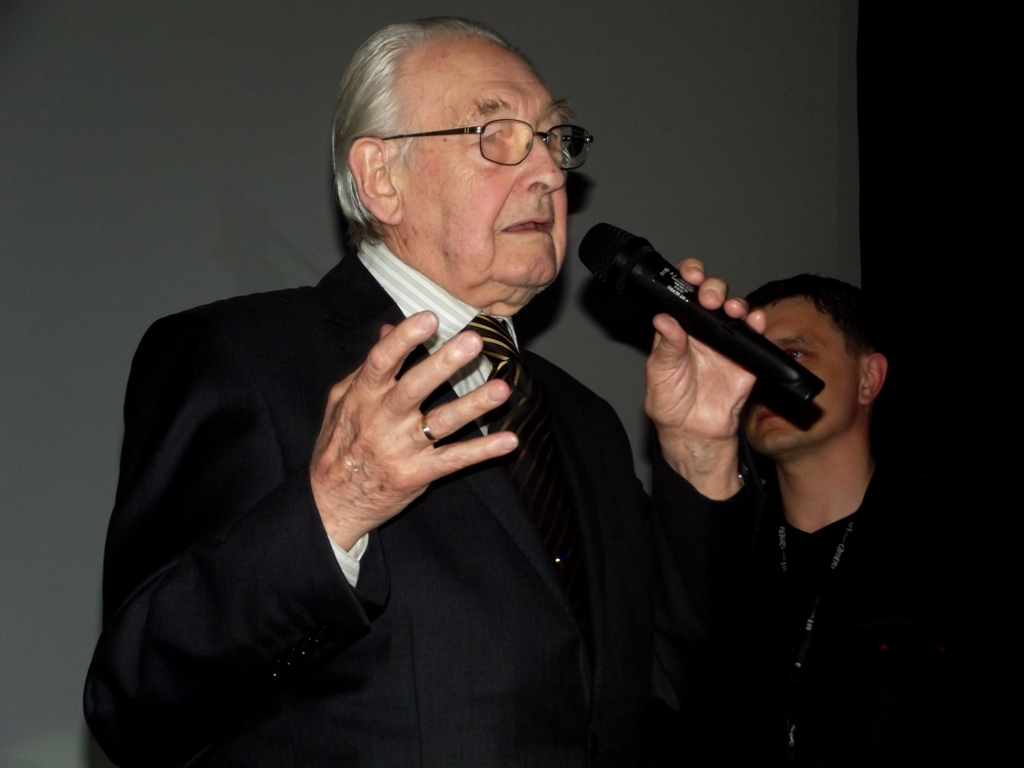
Andrzej Wajda lors d'une conférence faite au festival Off Plus Camera en 2012

Le 5e festival se déroule à Cracovie du 13 au 24 avril 2012 avec une centaine de films projetés dans une dizaine de salles de la ville.
- Président du jury : Andrzej Żuławski.
- Les deux réalisateurs invités d'honneur sont Luc Besson (dont le film The Lady est présenté en avant-première polonaise) et Roland Joffé.

### Les différentes sections du festival 2012
- Compétition principale : « Voies tracées » „Wytyczanie Drogi”
- Compétition de films de fiction polonais
- Rattrapages
- Visages de femmes
- Découvertes
- From the Gut (cinéma indépendant américain)
- Sundance
- Nouveau cinéma britannique (avec le British Council)
- Cinéma israélien
- Confrontations : rencontres entre jeunes cinéastes de Pologne et d’ailleurs

### Films en français présentés
- Tomboy  de Céline Sciamma, en compétition pour le grand Prix du Film de Cracovie, présenté dans la section « Voies tracées » „Wytyczanie Drogi”
- Laurentie, de Mathieu Denis et Simon Lavoie, Canada, 2011

### Le palmarès 2012[6]
- Grand Prix du Film de Cracovie 2012 : Teddy Bear du réalisateur danois Mads Matthiesen
- Prix du film de fiction polonais : Ki de Leszek Dawid
- Prix de la FIPRESCI (Fédération internationale de la presse cinématographique), au jury présidé par l’Irlandaise de Paris Eithne O’Neill : Electrick Children de Rebecca Thomas
- Prix du Public : 50/50 de Jonathan Levine.

## Le festival 2011
Le moment-choc de l’ouverture a été la prise de parole du cinéaste australien Peter Weir venu pour le lancement en Pologne, en présence du ministre polonais des Affaires étrangères Radosław Sikorski de son dernier film, présenté hors compétition, Les Chemins de la liberté, l’histoire un groupe de prisonniers, en majorité polonais, échappés en 1940 du goulag sibérien et qui arrive finalement en Inde après une marche de plusieurs mois.
Il a présenté du 8 au 17 avril 2011 une centaine de films projetés dans une dizaine de salles.
Parmi les nombreuses personnalités étrangères présentes, on peut relever notamment America Ferrera, Constantine Gregory (Constantin de Goguel), Kim Dong-ho, Rose McGowan

### Les différentes sections du festival
- Compétition principale : « Voies tracées » „Wytyczanie Drogi”
- Compétition de films de fiction polonais
- Rattrapages
- Visages de femmes
- Découvertes
- From the Gut (cinéma indépendant américain)
- Sundance
- Cinéma asiatique (en collaboration avec le festival de Busan)
- Nouveau cinéma irlandais (avec le festival de Dublin)
- Nouveau cinéma allemand (avec l'Institut Goethe)
- Sur les toits de Cracovie (en collaboration avec Rooftop Film Festival (en))
- Prenez et tournez s'adressant aux plus jeunes
- Confrontations : rencontres entre jeunes cinéastes de Pologne et d’ailleurs

### Films en français présentés
- Notre jour viendra (Romain Gavras) en compétition pour le grand Prix du Film de Cracovie, présenté dans la section « Voies tracées » „Wytyczanie Drogi”
- Les Petits Mouchoirs (Guillaume Canet) dans la section « Découvertes »
- Happy Few (Antony Cordier) dans la section « Découvertes »
- Dans Paris (Christophe Honoré) dans la section « Rattrapages »
- Les Corps impatients (Xavier Giannoli) dans la section « Rattrapages »
- Le Père de mes enfants (Mia Hansen-Løve) dans la section « Rattrapages »
- Coco Chanel et Igor Stravinsky (Jan Kounen) dans la section « Rattrapages »
- Le Bal des actrices (Maïwenn) dans la section « Visages de femmes »
- Chicas (Yasmina Reza) dans la section « Visages de femmes »
- Tournée (Mathieu Amalric) dans la section « Visages de femmes »
- La Fille de Montréal [12] (Jeanne Crépeau) dans la section « Visages de femmes »

#### Coproductions franco-étrangères
- Carancho (Pablo Trapero) dans la section « Découvertes »
- Contre-courant (Javier Fuentes-León) dans la section « Découvertes »
- Guy and Madeline on a Park Bench (Damien Chazelle) dans la section « From the Gut »

### Le jury et les prix
Le Prix du Film de Cracovie (Krakowska Nagroda Filmowa / Cracow Film Award), doté de 100 000 USD (plus une aide de 1 000 000 de PLN (environ 250 000 EUR) en cas de tournage ultérieur d'un film en Pologne), a été attribué par un jury présidé par Jerzy Skolimowski, avec notamment Saverio Costanzo et Elvis Mitchell, à Musanilgi (The Journals of Musan) du réalisateur sud-coréen Park Jung-bum 박정범.
Le palmarès comporte également d’autres récompenses parmi lesquelles :
- le prix du film de fiction polonais (doté de 100 000 PLN soit 25 000 EUR) : "Chrzest" (Le Baptême) de Marcin Wrona
- le prix FIPRESCI (Fédération internationale de la presse cinématographique) de la critique internationale : "Sala Samobójców"  (La Salle des suicides) de Jan Komasa
- le prix du public : "Heniek" d'Eliza Kowalewska

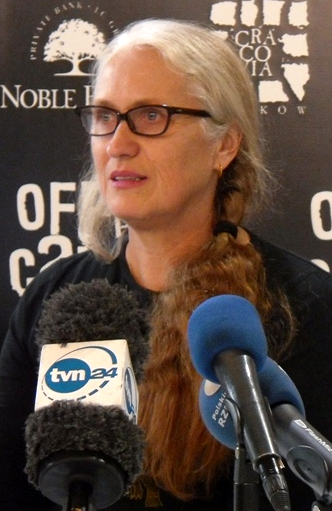
Jane Campion, en 2010 lors du Festival international du cinéma indépendant Off Plus Camera.

## Le festival 2010
- Prix du Film de Cracovie : Marek Najbrt [15], pour son film Protektor [16].

## Le festival 2009
- Prix du Film de Cracovie : Sebastián Silva pour La Nana.

## Le festival 2008

Le premier logo du festival

- Prix du Film de Cracovie : Azazel Jacobs [17] pour Mommas's Man [18]
- Prix du Public : Alex Holdridge, Le Baiser de minuit In Search of a Midnight Kiss.

Cette première édition a vu aussi une rétrospective Andy Warhol et Paul Morrissey.